# Sotkamo
Sotkamo är en kommun i landskapet Kajanaland i före detta Uleåborgs län. Sotkamo har 10 348 invånare och har en yta på 2 951,87 km², varav 302,72 km² är vatten.
Grannkommuner är Kajana, Kuhmo, Nurmes, Paltamo, Rautavaara, Ristijärvi och Sonkajärvi.
Sotkamo är enspråkigt finskt.
Kommunens huvudort Sotkamo kyrkoby (fi. Sotkamon kirkonkylä) har vuxit ihop med närbelägna Vuokatti till en gemensam tätort med namnet Vuokatti.
Finlands mest framgångsrika klubb i boboll, Sotkamon Jymy, kommer från Sotkamo. Klubben har vunnit Superpesis 19 gånger.

## Tätorter
Vid tätortsavgränsningen den 31 december 2021 fanns endast en tätort inom Sotkamo kommuns område: Vuokatti med 6 146 invånare.

## Externa länkar

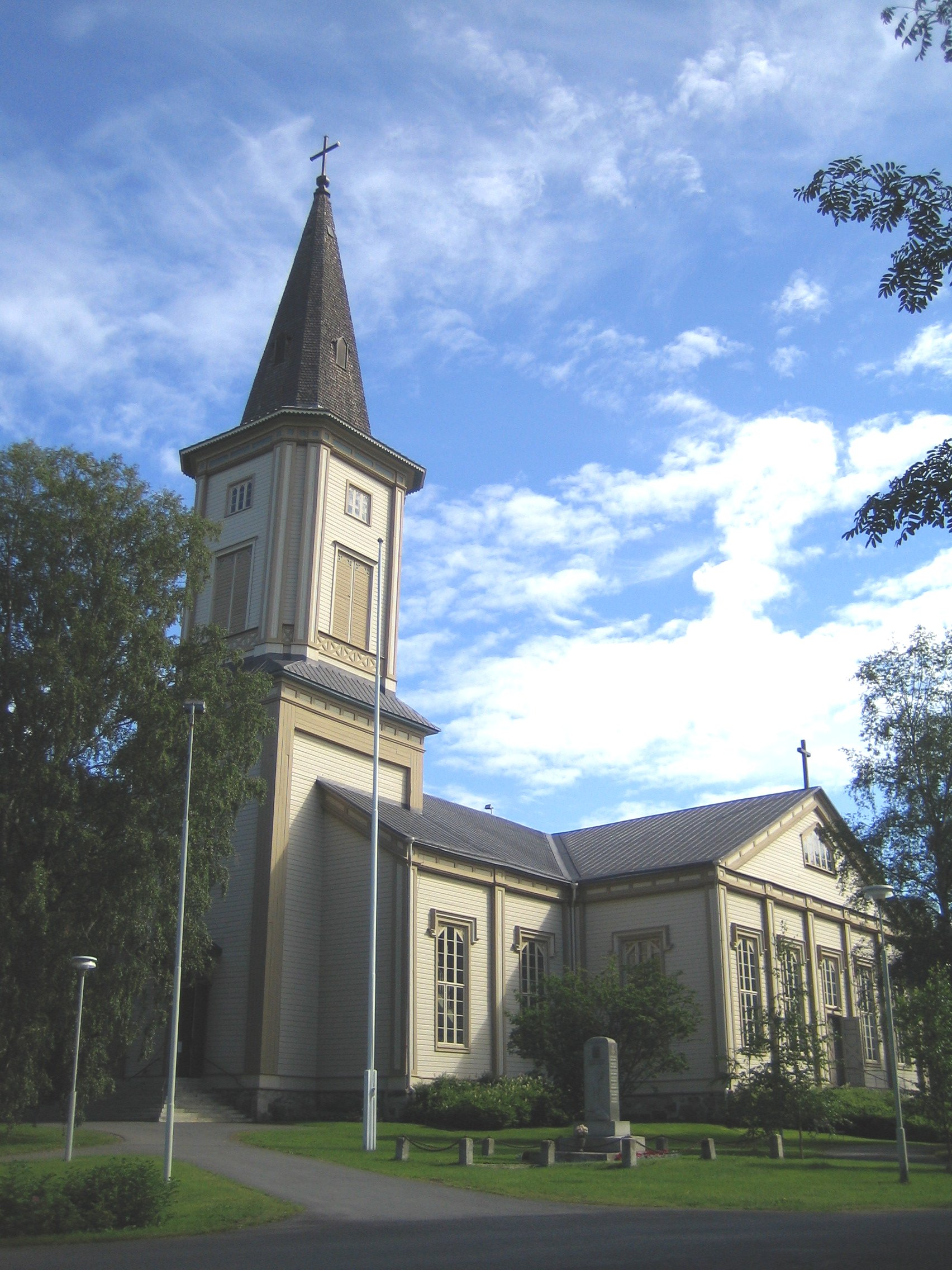
Sotkamo kyrka.

## Politik

### Mandatfördelning i Sotkamo kommun, valen 1976–2021
| 14 | 2 | 14 | 2 |  | 2 |

| 13 | 2 |  | 15 |  | 3 |

| 11 | 2 | 2 | 16 |  | 3 |

| 11 | 2 |  | 16 | 2 | 3 |

| 11 | 2 |  | 16 | 2 | 3 |

| 9 | 2 | 20 |  | 3 |

| 8 | 2 | 20 | 2 | 3 |

| 8 | 2 | 21 | 2 | 2 |

| 23 | 12 |

| 8 | 2 | 18 | 2 | 5 |

| 25 | 10 |

| 6 |  | 8 | 15 |  | 4 |

| 24 | 11 |

| 5 |  | 2 | 13 | 2 | 4 |

| 19 | 8 |

| 4 | 4 | 11 | 2 | 6 |

| 18 | 9 |

## Befolkningsutveckling
| Befolkningsutvecklingen i Sotkamo kommun 1975–2020                                                           | Befolkningsutvecklingen i Sotkamo kommun 1975–2020 | Befolkningsutvecklingen i Sotkamo kommun 1975–2020 | Befolkningsutvecklingen i Sotkamo kommun 1975–2020 | Befolkningsutvecklingen i Sotkamo kommun 1975–2020 |
| --- | -------------------------------------------------- | -------------------------------------------------- | -------------------------------------------------- | -------------------------------------------------- |
| |                                                    |                                                    |                                                    |                                                    |
| År |                                                    |                                                    | Folkmängd                                          |                                                    |
| 1975 | 1975                                               |                                                    | 11 647                                             |                                                    |
| 1980 | 1980                                               |                                                    | 11 430                                             |                                                    |
| 1985 | 1985                                               |                                                    | 11 622                                             |                                                    |
| 1990 | 1990                                               |                                                    | 11 603                                             |                                                    |
| 1995 | 1995                                               |                                                    | 11 477                                             |                                                    |
| 2000 | 2000                                               |                                                    | 11 106                                             |                                                    |
| 2005 | 2005                                               |                                                    | 10 713                                             |                                                    |
| 2010 | 2010                                               |                                                    | 10 702                                             |                                                    |
| 2015 | 2015                                               |                                                    | 10 523                                             |                                                    |
| 2020 | 2020                                               |                                                    | 10 301                                             |                                                    |
| Anm: Uppgifterna avser förhållandena den 31 december nämnda år enligt områdesindelningen den 1 januari 2022. |                                                    |                                                    |                                                    |                                                    |